# Pterostichus minus
Pterostichus minus är en skalbaggsart som beskrevs av Thomas Casey. Pterostichus minus ingår i släktet Pterostichus och familjen jordlöpare. Inga underarter finns listade i Catalogue of Life.